# ポリクリニカ電停
ポリクリニカ電停 (ポリクリニカでんてい、ロシア語:Поликлиника) は、ロシア沿海地方ウラジオストクにあるウラジオストク市電6系統の電停。

## 駅構造
相対式ホーム2面2線の地上駅。

## 駅周辺
- 鉱山街（ロシア語版）

## 歴史
1960年代に開業。詳細の開業日は不明。

## 隣の駅
ウラジオストク市電
6系統
ミンヌイ・ゴロドク電停 - ポリクリニカ電停 - ルゴヴァヤ電停